# Список дипломатических миссий Перу

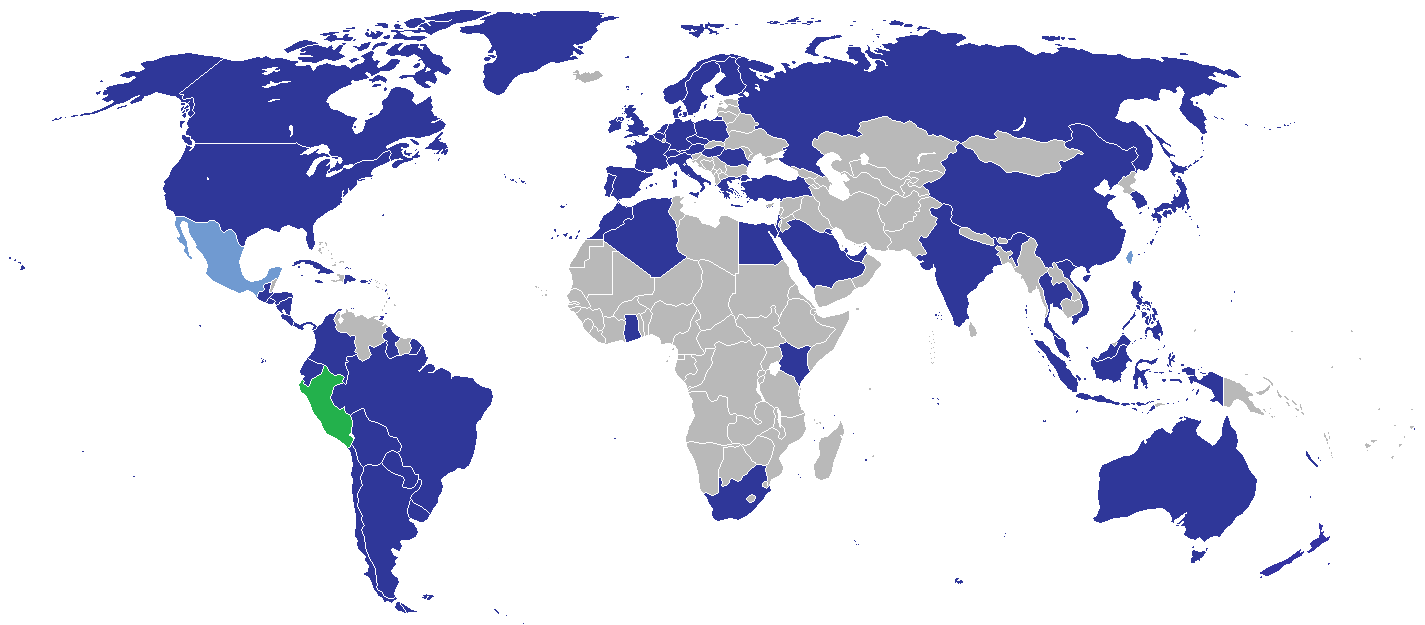

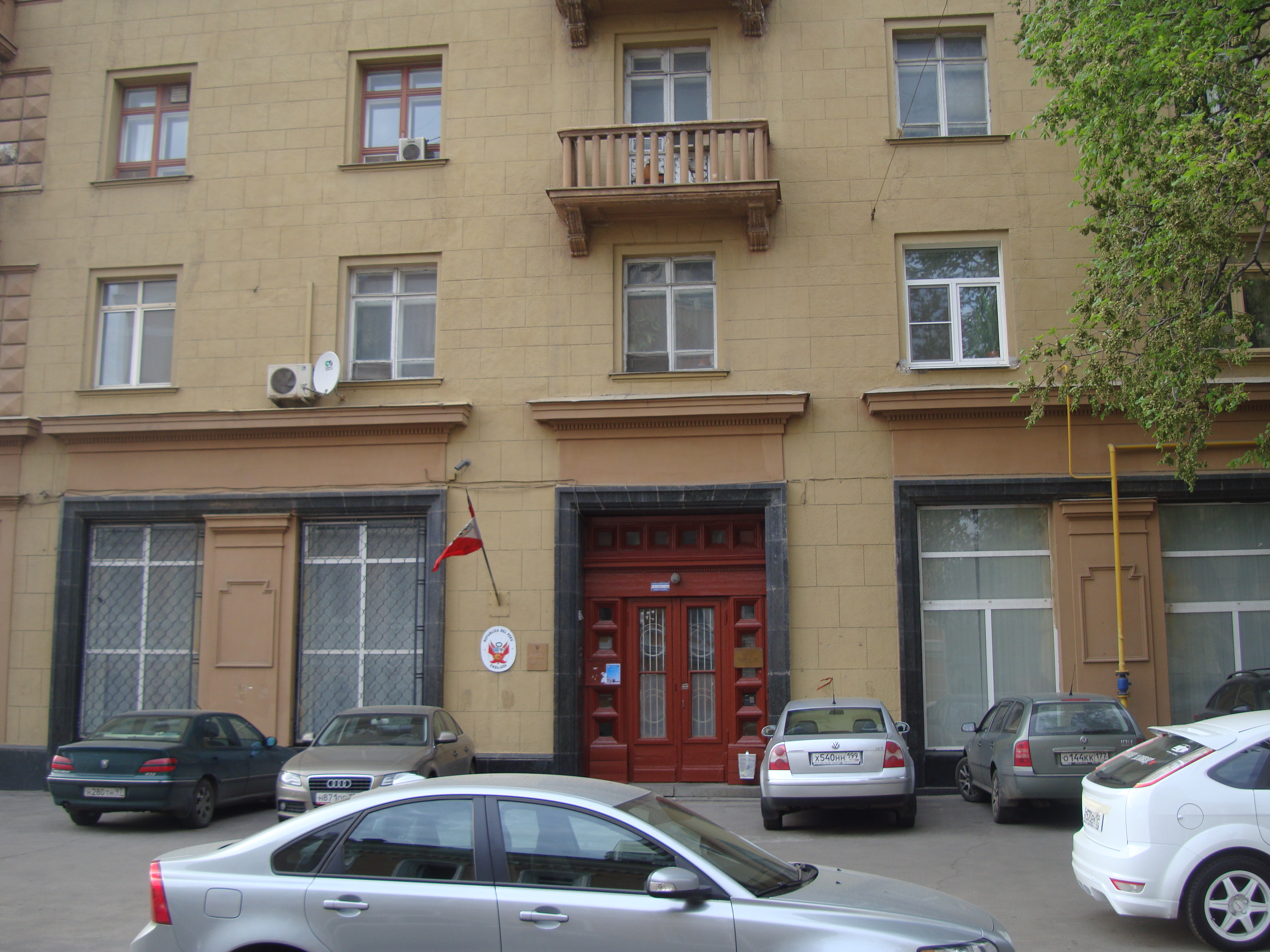
Посольство Перу в Москве

Список дипломатических миссий Перу — наиболее представлены дипломатические представительства Перу на Американском континенте и в странах Тихоокеанского бассейна.

## Европа
- Австрия, Вена (посольство)
- Бельгия, Брюссель (посольство)
- Чехия, Прага (посольство)
- Финляндия, Хельсинки (посольство)
- Франция, Париж (посольство)
- Германия, Берлин (посольство)
  - Франкфурт-на-Майне (генеральное консульство)
  - Гамбург (генеральное консульство)
  - Мюнхен (генеральное консульство)
- Греция, Афины (посольство)
- Ватикан (посольство)
- Италия, Рим (посольство)
  - Флоренция (генеральное консульство)
  - Генуя (генеральное консульство)
  - Милан (генеральное консульство)
  - Турин (генеральное консульство)
- Нидерланды, Гаага (посольство)
  - Амстердам (генеральное консульство)
- Польша, Варшава (посольство)
- Португалия, Лиссабон (посольство)
- Румыния, Бухарест (посольство)
- Россия, Москва (посольство)
- Испания, Мадрид (посольство)
  - Барселона (генеральное консульство)
  - Севилья (генеральное консульство)
  - Валенсия (генеральное консульство)
- Швейцария, Берн (посольство)
  - Женева (генеральное консульство)
  - Цюрих (генеральное консульство)
- Великобритания, Лондон (посольство)

## Северная Америка
- Канада, Оттава (посольство)
  - Монреаль (генеральное консульство)
  - Торонто (генеральное консульство)
  - Ванкувер (генеральное консульство)
- Коста-Рика, Сан-Хосе (посольство)
- Куба, Гавана (посольство)
- Доминиканская республика, Санто-Доминго (посольство)
- Сальвадор, Сан-Сальвадор (посольство)
- Гватемала, Гватемала (посольство)
- Гондурас, Тегусигальпа (посольство)
- Ямайка, Кингстон (посольство)
- Мексика, Мехико (посольство)
- Никарагуа, Манагуа (посольство)
- Панама, Панама (посольство)
- США, Вашингтон (посольство)
  - Атланта (генеральное консульство)
  - Бостон (генеральное консульство)
  - Чикаго (генеральное консульство)
  - Даллас (генеральное консульство)
  - Денвер (генеральное консульство)
  - Хартфорд (генеральное консульство)
  - Хьюстон(генеральное консульство)
  - Лос-Анджелес (генеральное консульство)
  - Майями (генеральное консульство)
  - Нью-Йорк (генеральное консульство)
  - Патерсон (генеральное консульство)
  - Сан-Франциско (генеральное консульство)

## Южная Америка
- Аргентина, Буэнос-Айрес (посольство)
  - Кордова (генеральное консульство)
  - Ла-Плата (генеральное консульство)
  - Мендоса (генеральное консульство)
- Боливия, Ла-Пас (посольство)
  - Кочабамба (генеральное консульство)
  - Санта-Крус-де-ла-Сьерра (генеральное консульство)
  - Эль-Альто (консульство)
- Бразилия, Бразилиа (посольство)
  - Манаус (генеральное консульство)
  - Риу-Бранку (генеральное консульство)
  - Рио-де-Жанейро (генеральное консульство)
  - Сан-Паулу (генеральное консульство)
- Чили, Сантьяго (посольство)
  - Арика (генеральное консульство)
  - Икике (генеральное консульство)
  - Вальпараисо (генеральное консульство)
- Колумбия, Богота (посольство)
  - Летиция (генеральное консульство)
- Эквадор, Кито (посольство)
  - Гуаякиль (генеральное консульство)
  - Лойя (генеральное консульство)
  - Мачала (генеральное консульство)
  - Макара (консульство)
- Парагвай, Асунсьон (посольство)
- Уругвай, Монтевидео (посольство)
- Венесуэла, Каракас (посольство)
  - Пуэрто-Ордас (генеральное консульство)

## Ближний Восток
- Государство Палестина рамаллах (представительство)
- Израиль, Тель-Авив (посольство)
- Турция, Анкара (посольство)
- Дубай (генеральное консульство)

## Африка
- Алжир, Эль-Джазаир (посольство)
- Египет, Каир (посольство)
- Марокко, Рабат (посольство)
- ЮАР, Претория (посольство)

## Азия
- Китай, Пекин (посольство)
  - Гонконг (генеральное консульство)
  - Шанхай (генеральное консульство)
- Тайвань, Тайбэй (торговое представительство)
- Индия, Нью-Дели (посольство)
- Индонезия, Джакарта (посольство)
- Япония, Токио (посольство)
  - Нагоя (генеральное консульство)
- Сеул (посольство)
- Малайзия, Куала-Лумпур (посольство)
- Сингапур (посольство)
- Таиланд, Бангкок (посольство)

## Океания
- Австралия, Канберра (посольство)
  - Сидней (генеральное консульство)

## Международные организации
- - Брюссель (представительство при ЕС)
  - Женева (постоянная миссия при ООН)
  - Монтевидео (постоянная миссия при ЛАИ и MERCOSUR)
  - Нью-Йорк (постоянная миссия при ООН)
  - Париж (постоянная миссия при ЮНЕСКО)
  - Рим (постоянная миссия при ФАО)
  - Вашингтон (постоянная миссия при ОАГ)